# 1934 في النمسا
فيما يلي قوائم الأحداث التي وقعت خلال عام 1934 في النمسا.

## سياسة

### انتهاء فترة المنصب
- 2 مايو – كورت شوشنيغ عضو المجلس الوطني للنمسا،List of ministers of education (Austria) [الإنجليزية]‏.
- 10 يوليو – إنغلبرت دولفوس وزير خارجية النمسا [الإنجليزية]‏.

## مواليد

### مارس
- 30 مارس – هانس هولاين

### سبتمبر
- 30 سبتمبر – أودو يورغنز

## وفيات

### يناير
- 17 يناير – كارل فريتش (مواليد 1864) عالم نبات نمساوي.

### فبراير
- 3 فبراير – أوتو مولر (مواليد 1859)

### يوليو
- 25 يوليو – إنغلبرت دولفوس (مواليد 1892)